# Passiflora orbiculata
Passiflora orbiculata är en passionsblomsväxtart som beskrevs av Antonio José Cavanilles. Passiflora orbiculata ingår i släktet passionsblommor, och familjen passionsblomsväxter. Inga underarter finns listade i Catalogue of Life.